# Knapzak

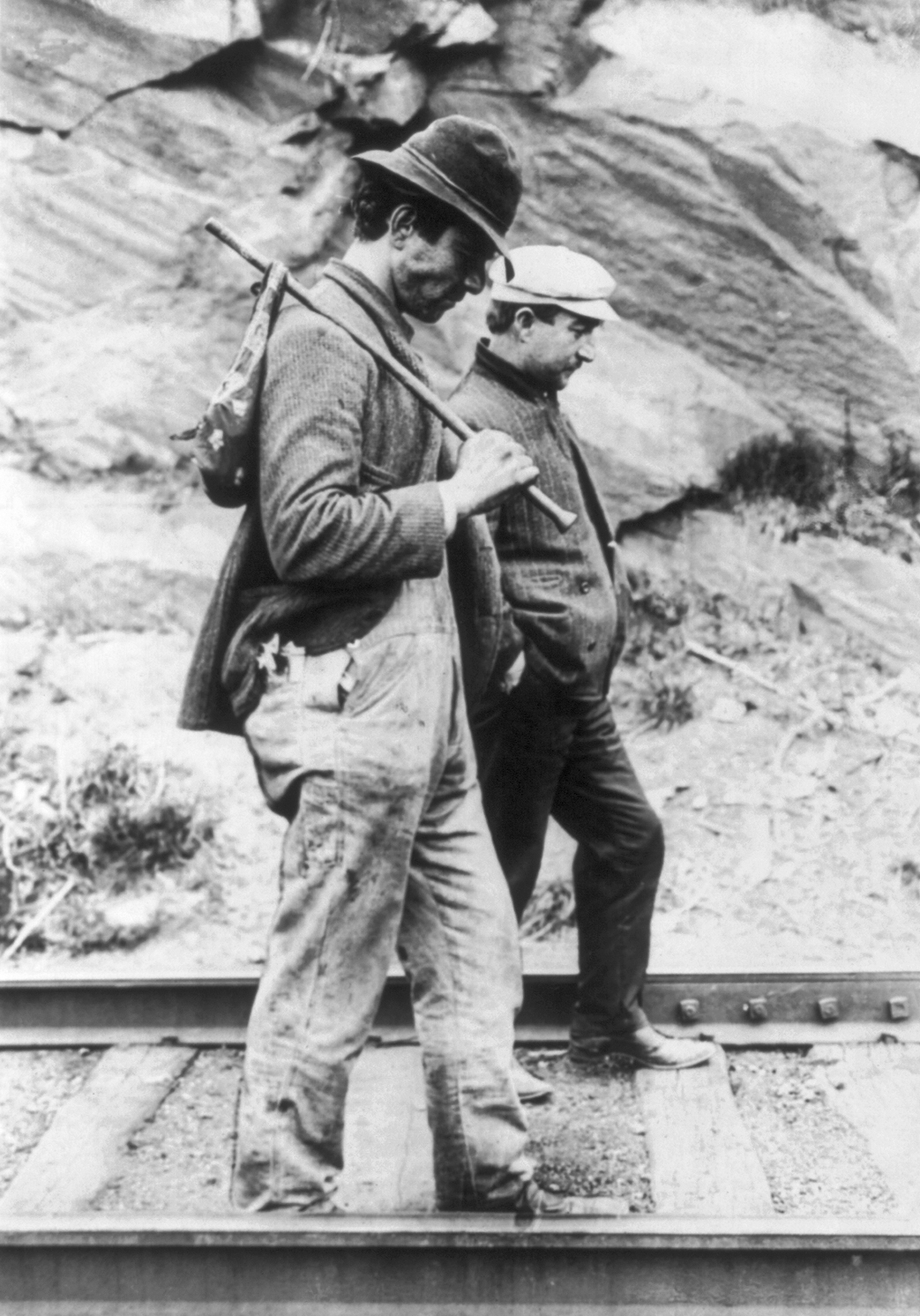
Persoon met knapzak

Een knapzak is een zak met eten voor op reis. Het woord is afkomstig van het oud-Nederlandse woord voor eten: "knappen".

## Bagage van een reiziger
Soms denkt men bij een knapzak aan een doek die aan een stok is geknoopt en  over de schouder wordt gedragen. Het is de gebruikelijke manier om de armoedige bagage van een zwerver uit te beelden. Een dergelijke zak kan echter van alles bevatten en hoeft dus geen knapzak te zijn.

## Trivia
- In de beeldende kunst is de knapzak het attribuut van de pelgrim.
- De stripfiguur Douwe Dabbert draagt een magische doek aan een stok die knapzak wordt genoemd, maar die het, gezien de inhoud, eigenlijk niet is.